# Municipio de Logan (condado de Adams)
El municipio de Logan (en inglés: Logan Township) es un municipio ubicado en el condado de Adams en el estado estadounidense de Nebraska. En el año 2010 tenía una población de 66 habitantes y una densidad poblacional de 0,71 personas por kilómetro cuadrado.

## Geografía
El municipio de Logan se encuentra ubicado en las coordenadas 40°24′1″N 98°40′14″O / 40.40028, -98.67056. Según la Oficina del Censo de los Estados Unidos, el municipio tiene una superficie total de 93.36 km², de la cual 93,32 km² corresponden a tierra firme y (0,03 %) 0,03 km² es agua.

## Demografía
Según el censo de 2010, había 66 personas residiendo en el municipio de Logan. La densidad de población era de 0,71 hab./km². De los 66 habitantes, el municipio de Logan estaba compuesto por el 100 % blancos. Del total de la población el 0 % eran hispanos o latinos de cualquier raza.